# Gyltholmen, Ingå
Gyltholmen är en ö i Finland. Den ligger i Finska viken och i kommunen Ingå i landskapet Nyland, i den södra delen av landet. Ön ligger omkring 47 kilometer väster om Helsingfors.
Öns area är 10,3 hektar och dess största längd är 440 meter i sydöst-nordvästlig riktning.